# Lambert Daniel Kastens
Lambert Daniel Kastens (Carstens), född omkring 1690 i Nordtyskland, död 30 oktober 1744 i Viborg, Danmark. Han var en tysk orgelbyggare som byggde orgelverk i Danmark.
Inga av Kastens instrument har bevarats men några orgelfasader finns bevarade.

## Biografi
Kastens var elev och senare gesällmästare hos Arp Schnitger, Neuenfelde, Hamburg.
Efter Schnitgers död tog han över orgelbyggandet i Schleswig, Holstein, Oldenburg och Delmenhorst.  Kasten hade sin verkstad i Itzehoe som togs över av kollegan Johann Dietrich Busch 1728. Det berodde på att han var utnämnd till privilegierad kunglig orgelbyggare för Danmark och Norge samma år.
Han anlände till Köpenhamn 1722 på rekommendationer av Vincent Lübeck. Hans efternamn ändrades då till Kastens på grund av det nordiska utlandet. Kasten anses vara den viktigaste representanten för Arp Schnitgers orgelbyggartradition i Norge, Danmark och Schleswig-Holstein. Elever till honom var bland annat Hartvig Jochum Müller (cirka 1716-1793) och Amdi Worm (1722-1791).

## Verklista
| År        | Ursprunglig kyrka                       | Stift | Bild | Manualer | Pedal        | Stämmor | Bevarad orgel/fasad | Övrigt |
| --------- | --------------------------------------- | ----- | ---- | -------- | ------------ | ------- | ------------------- | --- |
| 1706      | Eosanders kapell, Charlottenburgs slott |       |      | 2        | Självständig | 26      | Nej/Nej             | Orgeln ritades av Arp Schnitger och byggdes av Kastens. Orgeln förstördes 1944. Idag finns en rekonstruktion av den i Eosanders kapell. |
| 1720      | St. Laurentii, Itzehoe                  |       |      | 3        | Självständig | 43      | Nej/Ja              | Orgeln påbörjades av Schnitger men avslutades av Kastens. → Orgel                                                                       |
| 1724      | Garnisonskirken                         |       |      | 2        | Självständig | 30      | Nej/Ja              | Tillagt ryggpositiv. Pipverket är rekonstruerat. Orgeln är tillverkad i verkstaden i Itzehoe.                                           |
| 1728      | Köpenhamns slottskapell                 |       |      |          |              |         | Nej/Ja              | Står idag i Reformert Kirke, Köpenhamn.                                                                                                 |
| 1726–1729 | Oslo domkyrka                           |       |      | 3        | Självständig | 49      | Nej/Ja              | |
| 1729      | St. Petri, Köpenhamn                    |       |      | 3        | Självständig | 44      | Nej/Nej             | |
| 1730      | Århus domkyrka                          |       |      | 3        | Självständig | 43      | Ja (delvis)/Ja      | Orgeln har idag 89 stämmor fördelat på tre manualer och pedal.                                                                          |
| 1730      | Slangerups kyrka, Slangerups kommun     |       |      |          |              |         | Nej/Ja              | Orgeln ersattes 1855. |
| 1731      | Trinitatis Kirke, Köpenhamn             |       |      | 3        | Självständig | 39      | Nej/Ja              | |
| 1731–1732 | Schleswigs domkyrka                     |       |      | 2        | Självständig | 38      | Nej/Ja              | Ombyggnation tillsammans med Johann Dietrich Busch. Fasaden är från 1701.                                                               |
| 1731–1732 | Marienkirche, Flensburg                 |       |      |          |              |         | Nej/Ja              | Ombyggnation tillsammans med Johann Dietrich Busch. Fasaden har ett nytt ryggpositiv.                                                   |
| 1733      | Helligåndskirken                        |       |      |          |              |         | Nej/Nej             | |
| 1733      | Haldens kommun                          |       |      |          |              |         | Nej/Nej             | |
| 1733      | Vor Frue Kirke, Köpenhamn               |       |      | 3        | Självständig | 50      | Nej/Nej             | |
| 1736      | Viborgs domkyrka                        |       |      | 2        | Självständig | 30      | Nej/Nej             | |
| 1737–1740 | Holmens Kirke                           |       |      | 3        | Självständig | 43      | Nej/Ja              | |
| 1739–1741 | Christiansborgs slottskyrka             |       |      | 3        | Självständig | 42      | Nej/Nej             | |